# 31 augusti
31 augusti är den 243:e dagen på året i den gregorianska kalendern (244:e under skottår). Det återstår 122 dagar av året.

## Återkommande bemärkelsedagar

### Nationaldagar
- Kirgizistans nationaldag.
- Trinidad och Tobagos nationaldag.
- Malaysias nationaldag.

## Namnsdagar

### I den svenska almanackan
- Nuvarande – Arvid och Vidar
- Föregående i bokstavsordning
  - Aristides – Namnet fanns, till minne av Aristides av Aten en atenare, som under 200-talet hade skrivit en försvarsskrift för kristendomen, på dagens datum före 1779, då det utgick.
  - Arvid – Namnet infördes på dagens datum 1779 och har funnits där sedan dess.
  - Arvida – Namnet infördes på dagens datum 1986, men utgick 1993.
  - Rebecka – Namnet förekom på dagens datum under 1600-talet. 1776 infördes det på 17 maj och fanns där fram till 1993, då det flyttades till 19 december. 2001 återfördes det dock till 17 maj.
  - Vidar – Namnet infördes på dagens datum 1986 och har funnits där sedan dess.
- Föregående i kronologisk ordning
  - Före 1779 – Aristides och Rebecka
  - 1779–1900 – Arvid
  - 1901–1985 – Arvid
  - 1986–1992 – Arvid, Arvida och Vidar
  - 1993–2000 – Arvid och Vidar
  - Från 2001 – Arvid och Vidar
- Källor
  - Brylla, Eva (red.). Namnlängdsboken. Gjøvik: Norstedts ordbok, 2000 ISBN 91-7227-204-X
  - af Klintberg, Bengt. Namnen i almanackan. Gjøvik: Norstedts ordbok, 2001 ISBN 91-7227-292-9

### Finlandssvenska almanackan
- Nuvarande från 1929[1] – Arvid
- I föregående revideringar[a][2]
  - inga ändringar sedan 1929

## Händelser
- 257 – Sedan Stefan I har avlidit den 2 augusti väljs Sixtus II till påve (denna eller föregående dag).
- 1422 – Vid Henrik V:s död efterträds han som kung av England och herre över Irland av sin nio månader gamle son Henrik VI.
- 1888 – Jack Uppskäraren mördar sitt första offer, Mary Nichols.
- 1897 – I Basel avslutas den av Theodor Herzl initierade Första Sionistiska Kongressen, där Sionistiska Världsorganisationen grundades.
- 1924 – Paavo Nurmi sätter världsrekord på 10 000 meter.
- 1931 – Den sista av 4 320 446 tillverkade A-Fordar rullar av bandet.
- 1920 – Slaget vid Komarów.
- 1928 – Tolvskillingsoperan av Bertolt Brecht och Kurt Weill har urpremiär i Berlin.
- 1939 – Sandöbrons spann rasar samman.
- 1957 – Malaya, sedan 1963 udvidgad till Malaysia blir självständigt.[3]
- 1962 – Trinidad och Tobago blir självständigt.
- 1986
  - Den sovjetiska passagerarfartyget Admiral Nakhimov sjunker i Svarta havet efter att ha kolliderat med bulkfartyget Pyotr Vasev. 423 människor omkommer.
  - Aeroméxico Flight 498 som kolliderar med ett mindre flygplan. Alla 64 personer ombord på Aeroméxico Flight 498 omkommer, samt 15 personer på marken. De 3 personerna som befinner sig i det mindre flygplanet omkommer också.  Planet störtar i Cerritos, en förort till Los Angeles.
- 1987
  - Popartisten Michael Jackson släpper musikalbumet Bad.
  - Thai Airways Flight 365 kraschar i havet nära Ko Phuket, Thailand, och dödar alla 83 personer ombord.
- 1993 – Ryssland fullgör att ta bort sina trupper från Litauen.
- 1994 – Irländska republikanska armén utlyser vapenvila.
- 1997 – Prinsessan Diana omkommer efter en bilolycka i Paris.
- 1999 – En LAPA Boeing 737-200 kraschar vid start från Jorge Newbury Airport i Buenos Aires och dödar 65, inklusive två på marken.
- 2003 – Kajsa Bergqvist tar VM-brons i höjdhopp i Paris.
- 2003 – Carl Axel Aurelius och Lennart Koskinen vigs till biskopar av ärkebiskop K.G. Hammar för Göteborgs stift respektive Visby stift.
- 2005 – Vid bron som korsar Tigris i Iraks huvudstad under religiös festival inträffar panikartad flykt (stampede) och nära 1000 människor omkommer.[4]
- 2006 – Tavlorna Skriet och Madonna som 2004 hade stulits från Munchmuseet i Oslo återfinns av norsk polis.
- 2008 – Lotta Engberg börjar som programledare i Bingolotto.
- 2018 – Sveriges första ekodukt Sandsjöbacka-ekodukten invigs formellt, Kungsbacka kommun.

## Födda
- 12 – Caligula, romersk kejsare
- 161 – Commodus, romersk kejsare
- 1570 – Gustav av Sachsen-Engern-Westfalen, svensk aristokrat
- 1744 – John Houstoun, amerikansk politiker och jurist, guvernör i Georgia
- 1764 – Johan August Sandels, greve, En av rikets herrar, lantmarskalk, riksståthållare i Norge, fältmarskalk
- 1801 – Pierre Soulé, fransk-amerikansk diplomat och politiker
- 1820 – Joseph S. Fowler, amerikansk republikansk politiker, senator (Tennessee)
- 1822 – Galusha A. Grow, amerikansk politiker, talman i USA:s representanthus
- 1838 – Abel Bergaigne, fransk språkvetenskapsman, indolog och universitetslärare
- 1843 – Wilhelm Spånberg, svensk godsägare, bruksägare och politiker (liberal)
- 1853 – Aleksej Brusilov, rysk armégeneral
- 1868 – Ludwig Pick, tysk patolog
- 1870 – Maria Montessori, italiensk pedagog (montessoripedagogiken)
- 1871 – James E. Ferguson, amerikansk politiker, guvernör i Texas
- 1879
  - Taisho, japansk kejsare
  - Alma Mahler, österrikisk kompositör
- 1880 – Vilhelmina av Nederländerna, drottning av Nederländerna
- 1887 – Tollie Zellman, svensk skådespelare
- 1897 – Fredric March, amerikansk skådespelare
- 1898 – Niilo Saarikko, finländsk sångare
- 1905 – Robert Bacher, amerikansk kärnfysiker
- 1908 – William Saroyan, armenisk-amerikansk författare
- 1919 – Liss Eriksson, svensk skulptör
- 1921 – Otis G. Pike, amerikansk demokratisk politiker, kongressledamot
- 1923
  - Rolf Bolin, svensk regissör, manusförfattare, klippare och sångtextförfattare
  - Lars-Owe Carlberg, svensk inspelningsledare, produktionsledare och producent
- 1928
  - James Coburn, amerikansk skådespelare
  - Jaime Sin, filippinsk romersk-katolsk ärkebiskop av Manila, kardinal
- 1933 – Eldridge Cleaver, amerikansk aktivist, en av grundarna av det militanta Svarta pantrarna-partiet
- 1942 – Bengt Berger, svensk musiker och kompositör
- 1945
  - Göran Johansson, svensk socialdemokratisk politiker, kommunstyrelsens ordförande i Göteborgs kommun
  - Itzhak Perlman, israelisk violinist
  - Sir George Ivan Van Morrison, nordirländsk artist
- 1946 – Ann Coffey, brittisk parlamentsledamot för Labour
- 1947 – Jonas Uddenmyr, svensk skådespelare
- 1948 – Rudolf Schenker, tysk gitarrist och låtskrivare i Scorpions
- 1949
  - Richard Gere, amerikansk skådespelare
  - H. David Politzer, amerikansk fysiker, mottagare av Nobelpriset i fysik 2004
- 1951 – Jan Nielsen, svensk skådespelare och teaterregissör
- 1953 – Dave Weldon, amerikansk republikansk politiker och läkare, kongressledamot
- 1954 – Jan Westerlund, svensk fotbollstränare
- 1955 – Edwin Moses, amerikansk friidrottare
- 1956
  - Masashi Tashiro, japansk televisionsartist
  - Kent Nilsson, ishockeyspelare
- 1960 – Hassan Nasrallah, ledare för Hizbollah
- 1962 – Sujiwo Tejo, indonesisk skådespelare
- 1963 – Carin Hjulström-Livh, journalist och programledare
- 1970
  - Rania av Jordanien, drottning
  - Debbie Gibson, amerikansk skådespelare och sångare
  - Greg Mulholland, brittisk parlamentsledamot för Liberal Democrats
- 1972 – Chris Tucker, amerikansk skådespelare och komiker
- 1973 – Scott Niedermayer, kanadensisk ishockeyspelare
- 1977 – Peter Öberg, svensk skådespelare
- 1978 – Hannah Graaf Karyd, svensk fotomodell
- 2017 – Gabriel, prins av Sverige, hertig av Dalarna

## Avlidna
- 1056 – Theodora Porphyrogenita, kejsarinna över det bysantinska riket
- 1422 – Henrik V, 35, kung av England och herre över Irland
- 1528 – Matthias Grünewald, tysk målare
- 1676 – Laurentius Stigzelius, 78, teolog, svensk ärkebiskop
- 1709 – Andrea Pozzo, 66, italiensk målare och arkitekt
- 1729 – Jacob Frese, finlandssvensk poet
- 1772 – Marie-Suzanne Giroust, 38, fransk konstnär, hustru till Alexander Roslin
- 1829 – Johann Heinrich Stobwasser, 88, tysk framställare av lackarbeten
- 1846 – Walter Bowne, 75, amerikansk politiker
- 1853 – Amalia, 48, svensk prinsessa
- 1860 – Ferdinand Lassalle, 39, tysk socialistisk politiker
- 1867 – Charles Baudelaire, 46, fransk författare och kritiker
- 1885 – Edgar Cowan, 69, amerikansk republikansk politiker, senator (Pennsylvania)
- 1905 – Gustaf Ljunggren, 82, svensk professor i estetik, litteratur- och konsthistoria vid Lunds universitet, universitetets rektor, ledamot av Svenska Akademien
- 1933 – Theodor Lessing, 61, tysk filosof
- 1936
  - Ossian Brofeldt, 67, svensk skådespelare och sångare
  - William F. Whiting, 72, amerikansk republikansk politiker och affärsman, handelsminister
- 1938 – Joseph M. Devine, 77, amerikansk republikansk politiker, guvernör i North Dakota
- 1945 – Stefan Banach, 53, polsk matematiker
- 1963 – Georges Braque, 81, fransk konstnär, kubist
- 1976 – Frederick H. Mueller, 82, amerikansk republikansk politiker
- 1983 – Albert Francis Hegenberger, 87, amerikansk militär och flygare
- 1985 – Frank Macfarlane Burnet, 85, australisk virolog, mottagare av Nobelpriset i fysiologi eller medicin 1960
- 1986
  - Urho Kekkonen, 85, Finlands president
  - Henry Moore, 88, brittisk modernistisk skulptör
- 1990 – Svante Kristiansson, 83, svensk fotograf och socialdemokratisk politiker
- 1997
  - Diana, prinsessa av Wales, 36, död i bilolycka
  - Dodi Fayed, 42, egyptisk affärsman, död i bilolycka
- 2000 – Britta Brunius, 88, svensk skådespelare
- 2002 – George Porter, 81, brittisk fotokemist, mottagare av Nobelpriset i kemi 1967
- 2005 – Józef Rotblat, 96, polsk-brittisk fysiker, mottagare av Nobels fredspris 1995
- 2006 – Ingvar Gärd, 84, svensk fotbollsspelare, VM-brons 1950
- 2007 – Gay Brewer, 75, amerikansk golfspelare
- 2008 – Jerry Reed, 71, amerikansk countrysångare och skådespelare
- 2009 – Torsten Lindberg, 92, svensk fotbollsmålvakt och tränare, OS-guld 1948
- 2011 – Wade Belak, 35, kanadensisk ishockeyspelare
- 2012
  - Carlo Maria Martini, 85, italiensk kardinal, ärkebiskop av Milano
  - Sergej Sokolov, 101, sovjetisk marskalk, försvarsminister
- 2014
  - Jonathan Williams, 71, brittisk racerförare
  - Sioma Zubicky, 88, svensk journalist, författare och Auschwitz-överlevare
- 2017 – Janne ”Loffe” Carlsson, 80, svensk skådespelare, musiker och kompositör
- 2022 – Sören Boström, 74, svensk bandyspelare
- 2023 – Gayle Hunnicutt, 80, brittisk skådespelare